# Tony Goodgame
Anthony Alan Goodgame (sinh ngày 19 tháng 2 năm 1946) là một cầu thủ bóng đá người Anh thi đấu ở Football League, ở vị trí hậu vệ trái. Ông sinh ra ở Hammersmith, Greater London.